# عبد الرحيم بركاش
عبد الرحيم بركاش ممثل وصحافي ومقدم برامج طبخ له شهرة كبيرة بالمغرب وخارجه من مواليد الدار البيضاء في 5 أكتوبر 1949 شغل عدة مهام وادوار كممثل. وافته المنية يوم الأربعاء 5 ديسمبر 2007 
عن عمر يناهز 58 سنة.

## الولادة
في مدينة الدار البيضاء وبالضبط في الحي المحمدي سنة 1949 ولد عبد الرحيم بركاش لاسرة متواضعة الحال.

## معلومات عامة
شغل الراحل عدة مهام صحفية داخل وكالة المغرب العربي للأنباء من بينها مراسل الوكالة بباريس، ورئيس تحرير مركزي، ورئيس المكتب الجهوي للوكالة بالدار البيضاء، قبل أن يتحول إلى منشط تلفزي وممثل أيضا.
والفقيد خريج مركز تكوين الصحافيين بالرباط ومركز تكوين وتأهيل الصحافيين بباريس. كما تعاون مع العديد من المؤسسات الصحفية الفرنسية خصوصا (لوموند) و (ليبيراسيون) و (بسيكولوجي).
وقد حصل الراحل بركاش على دبلوم من المعهد الدولي «فود أند واين». وقام بتنشيط العديد من البرامج التلفزية التي خصصت لفن الطبخ المغربي منها البرنامج الشهير «وليمة» وكذا «مائدة». وقد شغل الفقيد الذي يعد خبيرا وطنيا ودوليا في فن الطبخ منصب مدير منشورات موسوعة تتناول فنون الطبخ.

## أعماله
- ماريا نصار(مسلسل)
- قطار الحياة (مسلسل)
- فين ماشي آ موشيه (فيلم)
- نامبر وان (فيلم)
- صقر قريش (مسلسل)
- ربيع قرطبة (مسلسل)
- أنا وخويا ومراتو (مسلسل)

## وفاته
توفي صباح يوم الأربعاء 5 ديسمبر 2007 بأحد مستشفيات الدار البيضاء الصحافي والفنان عبد الرحيم بركاش عن سن يناهز ال58 عاما وذلك بعد صراع طويل مع مرض السكري.

## روابط خارجية
- عبد الرحيم بركاش على موقع IMDb (الإنجليزية)
- عبد الرحيم بركاش على موقع قاعدة بيانات الفيلم (الإنجليزية)